# Psechrus mulu
Espèce
Psechrus mulu est une espèce d'araignées aranéomorphes de la famille des Psechridae.

## Distribution
Cette espèce est endémique du Sarawak en Malaisie,. Elle se rencontre dans la grotte Deer cave.

## Description
Le mâle holotype mesure 12,6 mm et la femelle paratype 15,4 mm

## Étymologie
Son nom d'espèce lui a été donné en référence au lieu de sa découverte, le parc national du Gunung Mulu.

## Publication originale
- Levi, 1982 : The spider genera Psechrus and Fecenia (Araneae: Psechridae). Pacific Insects, vol. 24, p. 114-138 (texte intégral).